# Lepidium violaceum
Lepidium violaceum là một loài thực vật có hoa trong họ Cải. Loài này được (Munby) Al-Shehbaz mô tả khoa học đầu tiên năm 2002.